# Blechnum crispum
Blechnum crispum là một loài dương xỉ trong họ Blechnaceae. Loài này được Hartm. mô tả khoa học đầu tiên năm 1820.
Danh pháp khoa học của loài này chưa được làm sáng tỏ. 